# Richtungskorrektion
Als Richtungskorrektion wird in der mathematischen Kartografie die Korrektion einer kleinen Verzerrung der Gauß-Krüger-Projektion bezeichnet. Diese in der Geodäsie und auch physischen  Geographie vielverwendete Abbildung des Erdellipsoids auf die Ebene ist an sich winkeltreu, bildet aber gradlinige Visuren und geodätische Linien des Ellipsoids nicht als Gerade ab, sondern als leicht gekrümmte Linie.
Die Richtungskorrektion wächst quadratisch mit der Distanz zum Mittelmeridian des Gauß-Krüger-Streifens.